# 春のおどり (1952年の宝塚歌劇)
『春のおどり』（はるのおどり）は宝塚歌劇団の舞台作品。月組公演。
1952年4月1日から4月29日まで宝塚大劇場で公演された。東京では未公演。
形式名は「海外向試作品 グランド・レビュー」。18場。
宝塚歌劇団39期生の初舞台公演。
併演作品は『アメリカーナ』。

## 解説
※『宝塚劇場100年史（舞台編）』の宝塚大劇場公演のデータを参照
当時、近づいた日本国外進出に備え、フジヤマ、サムライ、ゲイシャ、サクラ、マツリなど、日本国外の人にも理解されるように歌舞伎調の美しさを強調した作品である。

## スタッフ
- 作・演出：平井正一郎[1]
- 音楽[3]：織田始、堤五郎、入江薫、森安勝
- 振付[3]：玉田祐三、花柳滝蔵